# Plestiodon skiltonianus
Plestiodon skiltonianus е вид влечуго от семейство Сцинкови (Scincidae).

## Разпространение
Видът е разпространен в Канада, Мексико и САЩ.